# Lippmann+Rau-Musikarchiv
Das Lippmann+Rau-Musikarchiv (bis 2009: Internationales Jazzarchiv Eisenach) ist ein internationales Archiv für Jazz und populäre Musik in Eisenach, das von der Lippmann+Rau-Stiftung unterhalten wird. Es befindet sich seit 1999 im Industriedenkmal „Alte Mälzerei“, in dem sich seit längerem auch der Jazzkeller Posaune des Jazzklubs Eisenach befindet.

## Geschichte
Das Archiv wurde am 7. Mai 1999 vom Eisenacher Kulturamtsleiter Reinhard Lorenz sowie ehrenamtlichen Mitstreitern gegründet, die sich aus dem Jazzklub Eisenach e. V. rekrutierten. Es firmierte ursprünglich unter dem Namen Internationales Jazzarchiv Eisenach. Seit 2006 arbeitete es eng mit der Lippmann+Rau-Stiftung zusammen. 2009 ging die Stiftung bzw. das Archiv eine enge Kooperation mit der Hochschule für Musik Franz Liszt Weimar ein. Die Kooperation wurde durch das Thüringer Landesprogramm ProExzellenz finanziell gefördert. Dadurch konnte an der Weimarer Musikhochschule ein Lehrstuhl für die Geschichte des Jazz und der populären Musik eingerichtet werden, den Martin Pfleiderer übernahm. Zugleich wurde er zum Leiter des Archivs ernannt.
Parallel zur personellen Erweiterung und Umstrukturierung des Archivs wurde es 2009 in die Trägerschaft der Lippmann+Rau-Stiftung übergeben und umbenannt in Lippmann+Rau-Musikarchiv. Grund dafür war unter anderem die Tatsache, dass die Sammlungsbestände mittlerweile weit über den Jazz und Blues hinauswiesen und bereits das gesamte Spektrum der so genannten „populären Musik“ abdeckten.
2013 wurde das Archiv für das jahrelange Engagement zur Popularisierung des Jazz und zur Bewahrung einzigartiger Musikzeugnisse mit dem Thüringer Archivpreis ausgezeichnet.
Das Jazzarchiv Eisenach ist neben dem Jazzinstitut Darmstadt die einzige Einrichtung ihrer Art in Deutschland. Es versteht sich als Einrichtung zu Jazzforschung, orientiert sich an dem kulturgeschichtlichem Institut von Aby Warburg und legte den Schwerpunkt auf die Themen Jazz in den Diktaturen Osteuropas, Jazz im Nationalsozialismus und Geschichte des Blues und Jazz sowie der amerikanischen Rootsmusic. Das Archiv unterhielt enge Verbindung nach Darmstadt und zum Jazzarchiv der Rutgers University in den Vereinigten Staaten. Es wurde bis 2009 ehrenamtlich durch die Mitglieder des Jazzklubs betreut.
Im November 2014 wurden dem Archiv 250.000 Euro Fördermittel aus Bundesmitteln in Aussicht gestellt, die zur Sanierung und Erweiterung der Räumlichkeiten des Archivs genutzt werden sollen.
Da die Alte Mälzerei nicht mehr ausreichend Platz für das wachsende Archiv und keinen hinreichenden Brandschutz bietet, ist perspektivisch ein Erweiterungsbau geplant, der die künftige Kernzone des Musikarchivs bilden soll. Drei Klimazonen zur getrennten Aufbewahrung von Vinyl, Papier und Filmen sowie ein Ausstellungsareal sind vorgesehen; die denkmalgeschützte Mälzerei bietet dann Platz für Funktionsräume. Mit den Planungen des Neubaus wurde im November 2014 der Schweizer Architekt Peter Zumthor beauftragt.

## Stiftung
2006 riefen Reinhard Lorenz und der Unternehmer Daniel Eckenfelder gemeinsam mit einem Kuratorium, dem z. B. die Musiker Udo Lindenberg und Peter Maffay angehören, die Lippmann+Rau-Stiftung ins Leben. Die Stiftung setzte sich zum Ziel, das kulturelle Erbe von Horst Lippmann und Fritz Rau zu bewahren. Beide betrieben in den 1960er, 1970er und 1980er Jahren die Musikagentur Lippmann+Rau. Die Lippmann+Rau-Stiftung wurde 2009 institutioneller Träger des Internationalen Jazzarchivs Eisenach.

## Bestände des Archivs
Den Grundstock der Sammlung des Archivs bildet der Nachlass des deutschen Blues- und Jazzpioniers Günter Boas. Boas stiftete aus Sympathie für den Jazzklub Eisenach eine umfangreiche Sammlung an Schallplatten, Zeitschriften, Fotos, Briefen und anderen Dokumenten. Seine Sammlung zählt etwa 6.000 Schellackplatten, ungefähr 8.000 Langspielplatten und EPs sowie eine umfangreiche Korrespondenz mit Jazzmusikern. Im Laufe der Zeit konnte die Sammlung durch private Schenkungen wesentlich erweitert werden. Unter anderem handelt es sich um die Sammlungen von Sigurd Rosenhain, von Fritz Marschall und Lienhard Roßberg sowie den Nachlass des in Eisenach geborenen Jazzexperten Horst Lippmann, der ein Freund von Boas war. Eine Sammlung von Gitarren, alten Original-Bändern von Studioaufnahmen, Skizzenbüchern und anderen Aufzeichnungen über seine langjährigen Tätigkeiten und Erlebnisse in der Musikbranche hat der Gitarrist Frank Diez der Lippmann+Rau-Stiftung für das Archiv zur Verfügung gestellt.
2005 stellte der Schweizer Jazzmusiker Hazy Osterwald dem Archiv einen großen Teil seiner privaten Sammlung, zu der Originalpartituren, persönliche Dokumente und Konzertmitschnitte gehören, zur Verfügung. Ein Jahr später übergab der Jazzschlagzeuger Trevor Richards, der sein Haus nach der Flutkatastrophe in New Orleans aufgeben musste, dem Archiv 7.000 Schallplatten, Bücher, Noten und mehrere Schlagzeugsets.
Die Geschäftskorrespondenz sowie Ton-, Bild- und Filmmaterial der Agentur Lippmann+Rau (aus dem Zeitraum von ca. 1960 bis 1990) ist im Archiv ebenso zu finden wie große Teile aus dem Werk des Graphikers Günther Kieser, der jahrzehntelang mit der Agentur zusammenarbeitete. Darüber hinaus haben angesehene Musik-Fotografinnen und -Fotografen Teile ihres Werkes dem Archiv überlassen, wie Axel Küstner, Stephanie Wiesand, Friedrich Otto Bernstein oder Valerie Wilmer.
Das Musikarchiv wird weiterhin durch private Sammlungen ergänzt, die es nach Schenkung sichtet, erschließt und katalogisiert.
2009 umfasste der Bestand etwa 60.000 Schallplatten/Tonträger, 80.000 Fotos/Negative, 28.000 Zeitschriften, 32.000 Artikel, 1.500 Plakate, 2.000 Bücher/Broschüren und 1.000 Videos.